# Patinação artística nos Jogos Olímpicos de Inverno de 1984
Resultados das competições de patinação artística nos Jogos Olímpicos de Inverno de 1984 realizadas em Sarajevo, Iugoslávia.

## Medalhistas
| Evento                        | Ouro                                            | Prata                                                 | Bronze                                                |
| ----------------------------- | ----------------------------------------------- | ----------------------------------------------------- | ----------------------------------------------------- |
| Individual masculino detalhes | Scott Hamilton USA Estados Unidos               | Brian Orser CAN Canadá                                | Jozef Sabovčík TCH Checoslováquia                     |
| Individual feminino detalhes  | Katarina Witt GDR Alemanha Oriental             | Rosalynn Sumners USA Estados Unidos                   | Kira Ivanova URS União Soviética                      |
| Duplas detalhes               | Elena Valova Oleg Vasiliev URS União Soviética  | Kitty Carruthers Peter Carruthers USA Estados Unidos  | Larisa Seleznyova Oleg Makarov URS União Soviética    |
| Dança no gelo detalhes        | Jayne Torvill Christopher Dean GBR Grã-Bretanha | Natalia Bestemianova Andrei Bukin URS União Soviética | Marina Klimova Sergei Ponomarenko URS União Soviética |

## Quadro de medalhas
| Ordem | País                  | Medalha de ouro | Medalha de prata | Medalha de bronze |   | Ordem por total |
| ----- | --------------------- | --------------- | ---------------- | ----------------- | - | --------------- |
| 1     | USA Estados Unidos    | 1               | 2                |                   | 4 | 2               |
| 2     | URS União Soviética   | 1               | 1                | 3                 | 5 | 1               |
| 3     | GDR Alemanha Oriental | 1               |                  |                   | 1 | 3               |
| 3     | GBR Grã-Bretanha      | 1               |                  |                   | 1 | 3               |
| 5     | CAN Canadá            |                 | 1                |                   | 1 | 3               |
| 6     | TCH Checoslováquia    |                 |                  | 1                 | 1 | 3               |
| TOTAL | TOTAL                 | 4               | 4                | 4                 | 8 | —               |